# Royal Warwickshire Regiment
The Royal Warwickshire Fusiliers, antes denominado 6th Regiment of Foot e The Royal Warwickshire Regiment, foi um regimento de infantaria do Reino Unido. 
Tem sua origem no século XVII, e foi dissolvido em 1968.
Ficou famosa por participar da Trégua de Natal na Primeira Guerra Mundial.